# تمثال المسيح الملك في سفيبودزين

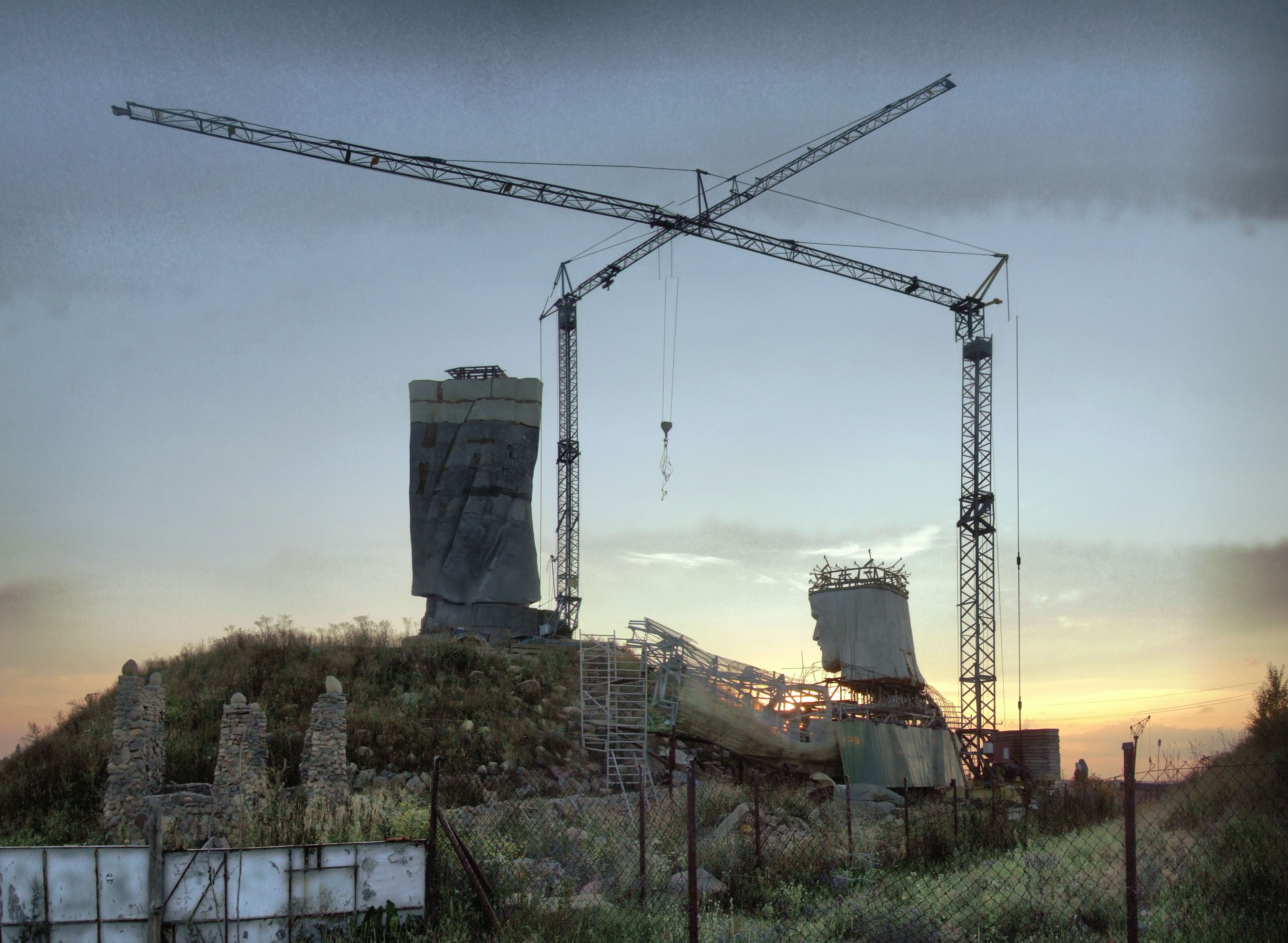
التمثال قيد الإنشاء في أغسطس 2010

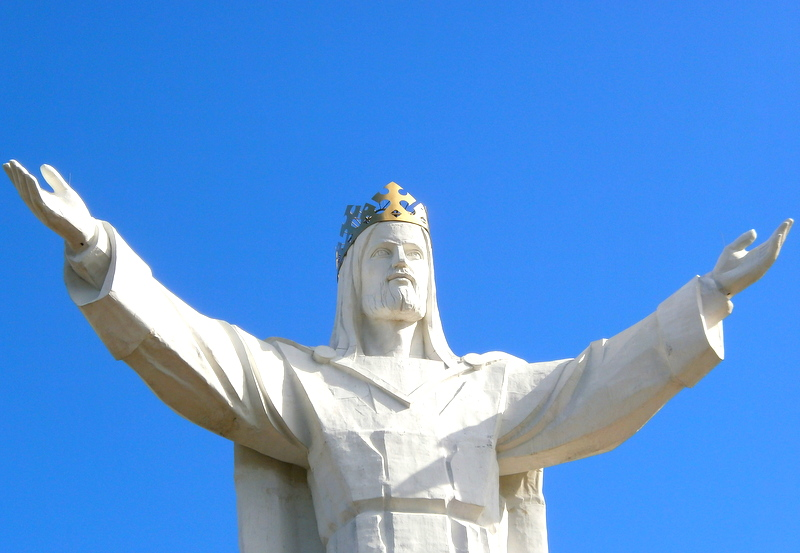
التمثال في سبتمبر 2012

المسيح الملك (بالبولندية: Pomnik Chrystusa Króla) هو تمثال ليسوع المسيح في مدينة سفيبودزين، غرب بولندا. تم الانتهاء من بنائه في 6 نوفمبر 2010. يصل طول التمثال إلى 33 متر (108 قدم)،  وطول التاج 3 متر (9.8 قدم)، ويصل الطول الكلي للتمثال مع قاعدته إلى 52.5 متر (172 قدم). استغرق بناء التمثال خمس سنوات وبتكلفة حوالي 1.5 مليون دولار، والتي تم جمعها بتبرعات 21000 من سكان البلدة. تم تصميم المشروع وقيادته من قبل القس البولندي المتقاعد سيلويستر زوادزكي. يعتبر أطول تمثال ليسوع في العالم.

## تفاصيل
تم بناء التمثال على سد من الحجارة والأنقاض بطول 16.5 متر (54 قدم).  يبلغ طول تمثال المسيح الملك 33 متر (108 قدم)، رمزاً للإعتقاد التقليدي بأن عمر يسوع عند وفاته كان 33. قطر تاج التمثال المطلي بالذهب 3.5 متر (11 قدم) وطوله 2 متر (6.6 قدم). يزن التمثال 440 طنا. الرأس وحده طوله 4.5 متر (15 قدم) ويزن 15 طنا. كل يد طولها 6 متر (20 قدم) والمسافة بين نهايات الأصابع 24 متر (79 قدم). يتكون التمثال من الخرسانة والألياف الزجاجية.  تمثال المسيح الملك في سفيبودزين أطول من تمثال المسيح الفادي بـ 3 متر (9.8 قدم).

## أعمال البناء
في 29 سبتمبر 2006، أصدر مجلس مدينة سفيبودزين قرارًا بشأن إنشاء تمثال المسيح الملك. أوقف مسؤولو الدولة المشروع مؤقتًا بسبب مخاوف تتعلق بالسلامة. بتمويل من السكان المحليين ومن دول أخرى وصولاً إلى كندا، تم الانتهاء من بناء التمثال في 6 نوفمبر 2010، ويعتبر الآن أكبر تمثال ليسوع المسيح وفقًا لكتاب غينيس للأرقام القياسية العالمية.

## روابط خارجية
- الموقع الرسمي لتمثال المسيح الملك (بولندي، ألماني، إنجليزي، روسي)
- بانوراما جوية 360 للتمثال نسخة محفوظة 24 فبراير 2019 على موقع واي باك مشين.